# 다크 하프
《다크 하프》(영어: The Dark Half)는 미국에서 제작된 조지 A. 로메로 감독의 1993년 공포 영화이다. 스티븐 킹이 1989년에 펴낸 동명 소설이 원작이다. 티머시 허턴, 에이미 매디건, 마이클 루커 등이 출연하였으며, 로열 데이노의 마지막 영화 출연작이다. 데클런 볼드윈 등이 제작에 참여하였다.

## 출연
- 티머시 허턴 - 새디어스 "새드" 보먼트 / 조지 스타크 역
- 에이미 매디건 - 리즈 보먼트 역
- 마이클 루커 - 앨런 팽본 보안관 역
- 줄리 해리스 - 레지 딜러셉스 역
- 로버트 조이 - 프레드 클로슨 역
- 첼시 필드 - 애니 팽본 역
- 로열 데이노 - 디거 홀트 역
- 베스 그랜트 - 셰일라 보먼트 역
- 톰 마디로시언 - 릭 카울리 역

## 기타 제작진
- 배역: 테리 리블링
- 미술: 클리터스 앤더슨
- 의상: 바버라 앤더슨
- 특수 분장 효과: 존 불리치

## 우리말 녹음
SBS 성우진 (1996년 8월 30일)
- 엄주환 - 새드(티머시 허턴)
- 서혜정 - 리즈(에이미 매디건)
- 김관철 - 보안관
- 기경옥 - 애니
- 홍승옥
- 성병숙
- 장광
- 안종익
- 김일
- 이선